# Se nos rompió el amor
«Se nos rompió el amor» en una canción compuesta por el compositor Manuel Alejandro en 1985 para el álbum Paloma Brava de Rocío Jurado. Se trata de una de las canciones más famosas de la cantante chipionera y el primer sencillo del LP.

## Descripción
Canción de desamor, en la que se narra el fin de una relación amorosa, marcada por una pasión sexual que, languideciente, se convierte en detonante de la ruptura.

## Ventas
El sencillo alcanzó el número uno de ventas en España, Chile, Puerto Rico, Ecuador, Venezuela y se situó entre los diez primeros en Argentina, Perú, Honduras, México y Colombia.

## Otras versiones
La primera versión fue lanzada en 1986 al año siguiente de su estreno. Fue interpretada a ritmo de merengue por la voz de Irisneyda Santos y acompañada de The New York band.
La versión más famosa fue la versión flamenca de las hermanas Bernarda y Fernanda de Utrera en 1993 para la película Kika, de Pedro Almodóvar.
Otras versiones fueron llevadas a cabo por las mexicanas Pandora en 2002 (LP En carne viva). Grabada por Miguel Nández en 2008 dentro del álbum homenaje Por ellas. El tema también ha sido versionado por el cantante vasco Raúl para su álbum Contramarea (2011) y por Malú en Dual. Interpretado por La Terremoto de Alcorcón en el talent show de Antena 3 Tu cara me suena (2018). En 2020, fue versionada por Raphael, junto a Vanessa Martín en el LP de duetos 60 años. En abril de 2022, David Bisbal estrena una nueva versión de la pieza.
En noviembre de 2023, Rosalía versionó la canción como acto de apertura en la 24.ª entrega anual de los Premios Grammy Latinos.
En mayo de 2024, la cantaora Marina Heredia la versiona en La Coruña en un concierto junto a la Orquesta Sinfónica de Galicia